# Fatumanongi
Fatumanongi est une île du groupe des Ha'apai, dans l'archipel des Tonga.